# Anyphaena rita
Espèce
Anyphaena rita est une espèce d'araignées aranéomorphes de la famille des Anyphaenidae.

## Distribution
Cette espèce se rencontre aux États-Unis en Arizona et au Mexique au Chihuahua et au Sonora,,,.

## Description
Le mâle holotype mesure 4,10 mm et la femelle paratype 5,04 mm.

## Étymologie
Son nom d'espèce lui a été donné en référence au lieu de sa découverte, les monts Santa Rita.

## Publication originale
- Platnick, 1974 : The spider family Anyphaenidae in America north of Mexico. Bulletin of the Museum of Comparative Zoology, vol. 146, no 4, p. 205-266 (texte intégral).